# Mecistocephalus aethelabis
Mecistocephalus aethelabis är en mångfotingart som beskrevs av Bonato och Minelli 2004. Mecistocephalus aethelabis ingår i släktet Mecistocephalus och familjen storhuvudjordkrypare. Inga underarter finns listade i Catalogue of Life.